# Шамолин, Максим Владимирович
Макси́м Влади́мирович Шамо́лин (род. 1966) ― советский и российский математик и механик. Член-корреспондент РАН, доктор физико-математических наук, профессор, специалист в области прикладной математики, классической механики, динамики твёрдого тела, качественной теории динамических систем, дифференциальной и топологической диагностики динамических систем, теории фракталов, дискретной математики, математической логики и информатики. Избран членом-корреспондентом РАН 29―30 мая 2025 года.

## Биография
Максим Владимирович Шамолин родился в 1966 году в городе Ногинске Московской области. Отец, Шамолин Владимир Александрович (род. 1938), закончил МЭИ, по образованию инженер-электрик, преподавал в Московском областном политехникуме г. Электростали. Мать, Шамолина (Полозова) Тамара Николаевна (род. 1941), работала учителем русского языка и литературы г. Ногинска.
Окончил с отличием среднюю школу № 5 г. Ногинска (1983).
Учился на механико-математическом факультете МГУ им. М. В. Ломоносова (1983―1988), который окончил с отличием. Защитил дипломную работу на тему «К задаче о движении тела в сопротивляющейся среде и вопросы существования замкнутых траекторий» при научном руководстве В. В. Козлова. И в дальнейшем М. В. Шамолин являлся представителем его научной школы. Учился в аспирантуре отделения механики мехмата МГУ (1988—1991). Защитил кандидатскую диссертацию на тему «Качественный анализ модельной задачи о движении тела в среде со струйным обтеканием» (1991, научный руководитель профессор В. А. Самсонов). Защитил докторскую диссертацию на тему «Методы анализа некоторых классов неконсервативных систем в динамике твёрдого тела, взаимодействующего со средой» (2004). Имеет учёное звание профессор (2011).
Работает в лаборатории общей механики (бывшая лаборатория навигации и управления) Института механики МГУ имени М. В. Ломоносова с 1992 г. (от научного сотрудника до ведущего научного сотрудника). 
Ранее работал по совместительству на кафедре теоретической информатики и дискретной математики в Институте математики и информатики МПГУ (2009―2023, профессор).
Член Национального комитета по теоретической и прикладной механике (с августа 2019 г.), Московского математического общества (ММО), Общества по прикладной математике и механике (GAMM), Европейского общества по механике (EUROMECH)».
С 1999 г. на механико-математическом факультете МГУ под руководством Д. В. Георгиевского и М. В. Шамолина работает научно-исследовательский семинар «Актуальные проблемы геометрии и механики» имени профессора В. В. Трофимова (уже более 500 заседаний). Тезисы докладов и избранные труды этого семинара выходят в журналах «Фундаментальная и прикладная математика» и «Итоги науки и техники. Современная математика и её приложения. Тематические обзоры», а соответствующие английские переводы — в «Journal of Mathematical Sciences».
Член редколлегий:
- журнала «Фундаментальная и прикладная математика»,
- научной серии «Итоги науки и техники. Современная математика и её приложения. Тематические обзоры»,
- редакционной коллегии информационных изданий ВИНИТИ РАН по математике,
- международного научного журнала «Axioms» (MDPI);
- научно-редакционной коллегии «Математические науки» портала "Знания" (Большая Российская энциклопедия).

Член диссертационного докторского совета 24.2.327.08 по механике при МАИ.
Член диссертационного докторского совета 24.2.328.04 по информатике при МАДИ.

## Трудовая деятельность
- 1983—1988 гг. — Студент Механико-математического факультета Московского государственного университета имени М. В. Ломоносова.
- 1991 г. — Окончил аспирантуру Механико-математического факультета МГУ имени М. В. Ломоносова, защитил кандидатскую диссертацию (27.12.1991 г.).
- 1992—1997 гг. — Научный сотрудник лаборатории навигации и управления Института механики МГУ имени М. В. Ломоносова.
- 1997—2002 гг. — Председатель Совета молодых учёных Института механики МГУ имени М. В. Ломоносова.
- 1997—2006 гг. — Старший научный сотрудник лаборатории навигации и управления Института механики МГУ имени М. В. Ломоносова.
- 2004 г. — Присуждена учёная степень доктора физико-математических наук.
- 2005 г. — Профессор кафедры вычислительной математики и математической физики МГТУ имени Н. Э. Баумана.
- 2006 по н.в. — Ведущий научный сотрудник лаборатории навигации и управления Института механики МГУ имени М. В. Ломоносова.
- 2008—2009 гг. — Профессор кафедры высшей математики Московского государственного горного университета (сейчас — Горный институт НИТУ «МИСиС»).
- 2009—2023 гг. — Профессор кафедры теоретической информатики и дискретной математики Московского педагогического государственного университета.
- 2011 г. — Присвоено учёное звание профессора.
- 2021 г. — эксперт РАН.
- 2025 г. — Член-корреспондент РАН отделения математических наук РАН по специальности «прикладная математика и информатика».
- 2025 г. — Главный научный сотрудник лаборатории инженерии знаний Института математических исследований сложный систем МГУ имени М. В. Ломоносова.

## Основные направления научных исследований
- прикладная математика, методы математического моделирования;
- классическая механика, динамика твёрдого тела, взаимодействующего со средой;
- качественная теория динамических систем, типичность, абсолютная и относительная грубость[8] (структурная устойчивость);
- многомерная динамика (в том числе динамика многомерного твёрдого тела) в неконсервативных силовых полях[9];
- дифференциальная и топологическая диагностика, задачи дифференциальной диагностики в диагностических пространствах;
- теория фракталов, динамические системы на фракталах;
- фрактальная геометрия и её приложения при анализе некоторых физических и химических процессов в гетерогенных системах;
- математическая логика, в том числе, теория определимости, и информатика;
- дискретная математика, приложения теории дискретных функций.

Основные направления исследований М. В. Шамолина прямым образом относятся к известной научной школе В. В. Козлова.
Ввёл понятие динамической системы с переменной диссипацией (с нулевым или ненулевым средним). Установил в ряде случаев интегрируемость многомерных динамических систем с переменной диссипацией в трансцендентных (в смысле теории функций комплексного переменного) элементарных функциях (первых интегралах). В частности, проинтегрировал в явном виде известную задачу о движении сферического маятника, помещённого в поток набегающей среды.
Внёс значительный вклад в динамику многомерного твёрдого тела, находящегося в неконсервативном силовом поле, в динамику систем с диссипацией на касательном расслоении гладкого многомерного многообразия, а также в общую теорию интегрируемых динамических систем с диссипацией.
Получил в соавторстве с Н. Л. Поляковым полную классификацию симметричных классов функций выбора на r-элементных подмножествах произвольного конечного множества, обладающих свойством Эрроу. Этот результат усиливает теорему Шелаха о свойстве Эрроу и является обобщением теоремы Эрроу о невозможности. 
Опубликовал более 700 печатных работ, из них 14 монографий.
Подготовил 7 кандидатов наук и 1 доктора наук.

## Семья и увлечения
Женат на Анне Павловне Шамолиной (1999, урождённой Исаевой, род. 1976), имеет дочь Анастасию.
Кандидат в мастера спорта по лёгкой атлетике (барьерный бег, десятиборье).
Занимается моржеванием или зимним плаванием с осени 2013 года.

## Награды и звания
- Первая премия конкурса молодых учёных Института механики МГУ имени М. В. Ломоносова (1994).
- Медаль Леонарда Эйлера для молодых математиков (Общество прикладной математики и механики (GAMM)) (1995).
- Первая премия молодых учёных МГУ имени М. В. Ломоносова (1996).
- Лауреат Государственной научной стипендии 1997—2000 гг. (РАН).
- Победитель конкурсов Президента Российской Федерации для молодых докторов наук (2005, 2006).

## Некоторые публикации

### Некоторые монографии
- Шамолин М. В. Динамические системы с переменной диссипацией: подходы, методы, приложения // Фунд. и прикл. мат. 2008. Т. 14. Вып. 3. — С. 3—237.
- Трофимов В. В., Шамолин М. В. Геометрические и динамические инварианты интегрируемых гамильтоновых и диссипативных систем // Фунд. и прикл. мат. 2010. Т. 16. Вып. 4. — С. 3—229.
- Шамолин М. В. Многообразие случаев интегрируемости в динамике маломерного и многомерного твёрдого тела в неконсервативном поле сил / Итоги науки и техники. Сер. «Современная математика и её приложения. Тематические обзоры». Т. 125. М.: ВИНИТИ, 2013. С. 5—254.
- Шамолин М. В. Интегрируемые системы с переменной диссипацией на касательном расслоении к многомерной сфере и приложения // Фунд. и прикл. мат. 2015. Т. 20. Вып. 4. — С. 3—231.
- Шамолин М. В. Маломерные и многомерные маятники в неконсервативном поле. Часть 1 / Итоги науки и техники. Сер. «Современная математика и её приложения. Тематические обзоры». Т. 134. М.: ВИНИТИ, 2017. С. 6—128.
- Шамолин М. В. Маломерные и многомерные маятники в неконсервативном поле. Часть 2 / Итоги науки и техники. Сер. «Современная математика и её приложения. Тематические обзоры». Т. 135. М.: ВИНИТИ, 2017. С. 3—93.

### Некоторые статьи
- Самсонов В. А., Шамолин М. В. К задаче о движении тела в сопротивляющейся среде // Вестн. Моск. ун-та. Сер. 1. Математика. Механика. 1989. № 3. — С. 51—54.
- Шамолин М. В. Существование и единственность траекторий, имеющих в качестве предельных множеств бесконечно удалённые точки, для динамических систем на плоскости // Вестн. Моск. ун-та. Сер. 1. Математика. Механика. 1993. № 1. — С. 68—71.
- Шамолин М. В. Классификация фазовых портретов в задаче о движении тела в сопротивляющейся среде при наличии линейного демпфирующего момента // Прикл. мат. и мех. 1993. Т. 57. Вып. 4. — С. 40—49.
- Борисенок И. Т., Шамолин М. В. Решение задачи дифференциальной диагностики методом статистических испытаний // Вестн. Моск. ун-та. Сер. 1. Математика. Механика. 2001. № 1. — С. 29—31.
- Шамолин М. В. Об интегрируемом случае в пространственной динамике твёрдого тела, взаимодействующего со средой // Известия РАН. МТТ. 1997. № 2. — С. 65—68.
- Шамолин М. В. Сопоставление случаев полной интегрируемости в динамике двумерного, трёхмерного и четырёхмерного твёрдого тела в неконсервативном поле // Современная математика и её приложения. 2012. Т. 76: Геометрия и механика. — С. 84—99.
- Поляков Н. Л., Шамолин М. В. Об одном обобщении теоремы Эрроу // Доклады РАН. 2014. Т. 456. № 2. — С. 143—145.
- Шамолин М. В. Многомерный маятник в неконсервативном силовом поле // Доклады РАН. 2015. Т. 460. № 2. — С. 165—169.
- Шамолин М. В. Моделирование движения твёрдого тела в сопротивляющейся среде и аналогии с вихревыми дорожками // Матем. моделирование. 2015. Т. 27. № 1. — С. 33—53.
- Шамолин М. В. Интегрируемые неконсервативные динамические системы на касательном расслоении к многомерной сфере // Дифференц. уравнения. 2016. Т. 52. № 6. — С. 743—759.
- Шамолин М. В. Интегрируемые системы с переменной диссипацией на касательном расслоении к сфере // Проблемы матем. анализа. 2016. Вып. 86. — С. 139—151.
- Шамолин М. В. Моделирование пространственного воздействия среды на тело конической формы // Сибирский журнал индустриальной математики. 2018. Т. 21. № 2(74). — С. 107—113.
- Поляков Н. Л., Шамолин М. В. О динамических системах агрегирования // Труды семинара имени И. Г. Петровского. 2019. Т. 32. — С. 257—282.
- Шамолин М. В., Кругова Е. П. Задача диагностики модели гиростабилизированной платформы // Итоги науки и техн. Сер. Соврем. мат. и её прил. Темат. обз. 2019. Т. 160. — С. 137—141.
- Поляков Н. Л., Шамолин М. В. Теоремы о редукции в теории коллективного выбора // Итоги науки и техн. Сер. Соврем. мат. и её прил. Темат. обз. 2020. Т. 174. — С. 46—51.
- Шамолин М. В. Инвариантные формы геодезических, потенциальных и диссипативных систем на касательном расслоении конечномерного многообразия // Доклады РАН. Математика, информатика, процессы управления. 2023. Т. 512. № 1. — С. 10—17.